# New Theatres
New Theatres ou New Theatres Limited est un studio de cinéma indien basé à Calcutta et fondé par B.N. Sircar, un pionnier du cinéma indien.
New Theatres a connu son apogée vers 1935, produisant souvent des films exigeants basés sur des œuvres littéraires d'auteurs bengali renommés,.